# 忒勒福斯
忒勒福斯（Telephus，希臘文：Τήλεφος）是希臘神話中的一個人物。他的父親是希臘英雄赫拉克勒斯，他的母親是奧革，阿卡迪亞國王阿琉斯的女兒。

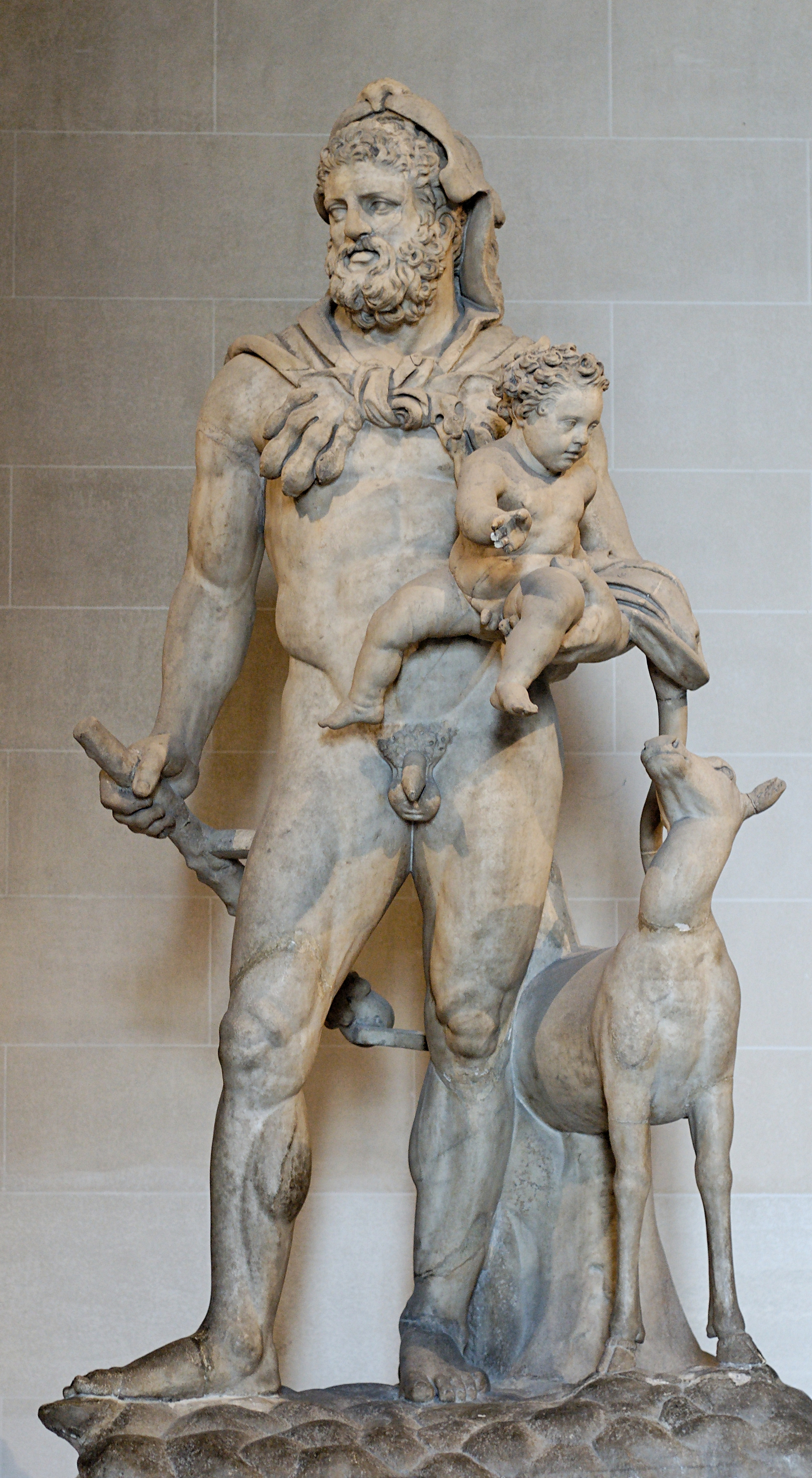
赫拉克勒斯抱著忒勒福斯，羅浮宮

奧革原本是一名雅典娜女祭司，因為被赫拉克勒斯誘姦而生下忒勒福斯。阿琉斯發現後，把母子兩人放逐，忒勒福斯與母親只好來到密細亞尋求庇護。密細亞國王忒烏斯拉斯娶了奧革，並把忒勒福斯作為自己的兒子撫養。忒烏斯拉斯去世後，忒勒福斯繼承他的王位成為密細亞國王。
在特洛伊戰爭開始前，希臘人一度誤把密細亞當作特洛伊而發起攻擊。在戰鬥中，忒勒福斯被阿喀琉斯所傷，傷口久而不癒；忒勒福斯向阿波羅神諭求助，神諭指示：只有攻擊者能癒合此傷。於是忒勒福斯親自前往阿爾戈斯，在那裡阿喀琉斯治癒了他的傷。
他的兒子，歐律庇羅斯，與特洛伊人一同對抗希臘聯軍，但在戰爭結尾被阿喀琉斯之子奈奧普托勒姆斯所殺。他的另一個兒子是庫帕里索斯，阿波羅的情人之一。忒勒福斯是著名的希臘悲劇英雄，並且是帕加馬傳說中的建立者。